# Joshua Grothe
Joshua Grothe (ur. 2 października 1987 w Berlinie) – niemiecki aktor, kaskader i scenarzysta.

## Życiorys
Pracował jako kaskader na planie thrillera Polańskiego Autor widmo (The Ghost Writer, 2010) z udziałem Ewana McGregora i Pierce’a Brosnana, ekranizacji Trzej muszkieterowie (The Three Musketeers, 2011) z Matthew Macfadyenem, Christianem Oliverem i Lukiem Evansem, filmie fantastycznonaukowym według scenariusza Andy’ego i Lany Wachowskich Atlas chmur (Cloud Atlas, 2012) oraz dramacie wojennym George’a Clooneya Obrońcy skarbów (The Monuments Men, 2014).